# Vincenz Schrott
Vincenz Schrott (seit 1851 Freiherr von) (* 21. Januar 1794 in Laibach; † 1. Juni 1854 in Venedig) war ein österreichischer Richter und Politiker.

## Leben
Schrott war der Sohn des Hofrichters Joseph Vincenz Schrott. Er war katholischer Konfession und heiratete 1818 Amalie Pappus Edele von Pichelstein. Die Ehe blieb kinderlos. Von 1809 bis 1816 studierte er Rechtswissenschaft an den Universitäten Graz und Wien und wurde 1816 in Wien zum Dr. jur. promoviert.
Er arbeitete von 1816 bis 1817 als Konzeptspraktikant bei der Hofkammerprokuratur in Wien und von 1817 bis 1818 als provisorischer und von 1819 bis 1820 als definitiver Fiskaladjunkt bei der Kammerprokuratur in Laibach. Zwischen 1820 und 1823 war er Adjunkt bei der Hofkammerprokuratur in Wien und von 1823 bis 1828 Appellationsgerichtsassessor in Venedig. Zwischen 1828 und 1835 wirkte er als Rat beim Appellations- und Kriminalobergericht in Innsbruck, von 1831 bis 1835 auch als Direktor der politisch-juridischen Studien an der Universität Innsbruck.
Zwischen 1835 und 1841 war er Hofrat beim lombardisch-venetianischen Senat des Obersten Gerichtshofs in Verona und von 1841 bis 1847 Hofrat bei der Obersten Justizstelle (Referent für das lombardisch-venetianische Königreich, dann für Tirol und Vorarlberg) in Wien, zugleich Mitglied der Hofkommission in Justizgesetzsachen in Wien.
Von 1847 bis 1848 war er Appellationsgerichtspräsident am Appellationsgericht Venedig (ab 1847 mit dem Titel Wirklicher Geheimer Rat). Nach der Ausrufung der Repubblica di San Marco floh er im März 1848 nach Wien und war dann von 1848 bis 1851 Zweiter Appellationsgerichtspräsident am Appellationsgericht Wien. Von 1851 bis 1854 war er erneut Appellationsgerichtspräsident in Venedig.
Seit 1841 war er Mitglied der Landwirtschaftsgesellschaft in Wien. Vom 20. Mai 1848 bis zum 10. Mai 1849 vertrat er den Wahlkreis 4. Krain (Gottschee) in der Frankfurter Nationalversammlung. Im Parlament schloss er sich der Fraktion Café Milani an. Seit dem 5. Juni 1848 war er Mitglied und Vorsitzender im Ausschuss zur Begutachtung der österreichisch-slavischen Frage.